# Sydney Shoemaker
Sydney Shoemaker (Boise, 29 de setembro de 1931 – 6 de setembro de 2022) foi um filósofo estadunidense.

## Obras
- Self-Knowledge and Self-Identity (1963).
- Personal Identity (coauthored with Richard Swinburne) (1984).
- Identity, Cause and Mind: Philosophical Essays (1984).
- The First-Person Perspective, and other Essays (1996).
- Physical Realization (2007).

## Morte
O professor Shoemaker morreu em 6 de setembro de 2022, aos 90 anos, depois de ser membro do corpo docente da Universidade de Cornell por mais de 60 anos.